# Telebasis luizae
Telebasis luizae – gatunek ważki z rodziny łątkowatych (Coenagrionidae).